# Carter (mécanique)
Pour les articles homonymes, voir Carter.

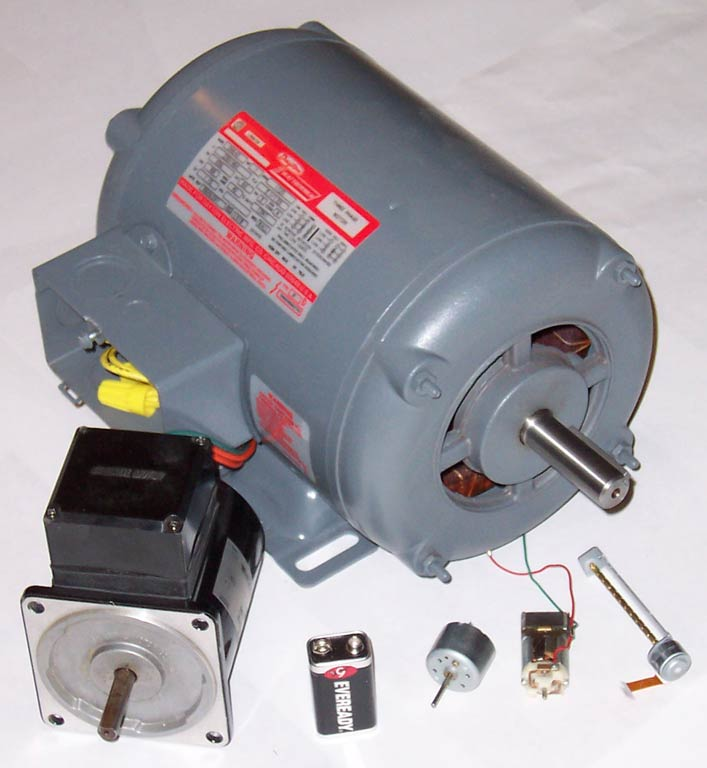
Différents types de moteurs électriques intégrés dans leur carter.

En mécanique, un carter (du nom de son inventeur J. Harrison Carter) est une enveloppe protégeant un organe mécanique, souvent fermée de façon étanche, et contenant le lubrifiant nécessaire à son fonctionnement ou des organes qui doivent être isolés de l’extérieur.

## Histoire
J. Harrison Carter (1816-1896) invente et adapte ce dispositif en 1889 sur les bicyclettes anglaises Sunbeam comme compartiment étanche et huilé de la chaîne de transmission de l'effort du cycliste.

## Domaine électrique
Dans un moteur électrique, le carter est l’enveloppe qui supporte le stator (fixe), ainsi que tous les éléments qui permettent son fonctionnement.

## Groupe motopropulseuret transmission

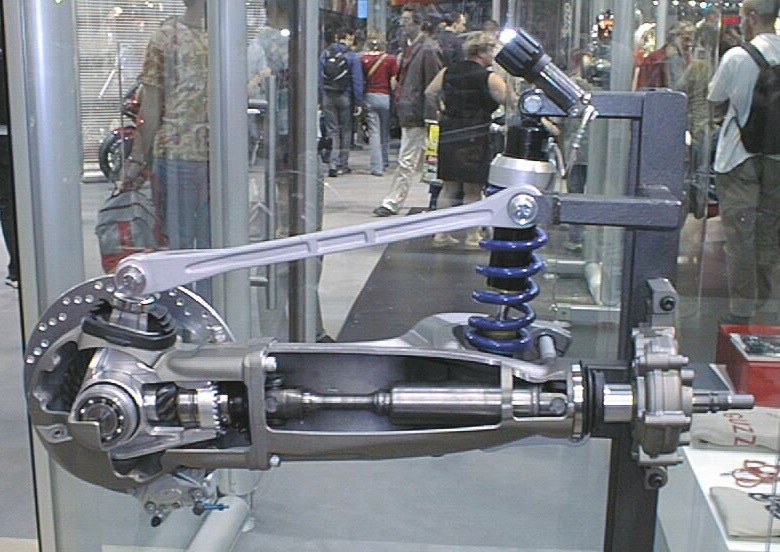
Vue éclatée du carter d'une transmission acatène de moto.

Le carter peut être équipé d’un orifice de remplissage et de vidange, d’ailettes de refroidissement, d'un circuit de refroidissement par eau, d’un dispositif externe de lubrification, d’un dispositif de mise à l’air. 
Le mot « carter » peut désigner différentes pièces :
Carter-cylindres (automobile)pièce qui englobe les chemises-pistons, le système bielle-manivelle et autres organes mécaniques, constituant le bloc-moteur d’un moteur à piston. Un filtre à huile peut y être vissé.
Carter d’huile moteur (moteur 4 temps)enveloppe placée sous le moteur pouvant servir au stockage de l’huile de lubrification. Il peut contenir une crépine et un filtre à huile, externe ou interne, ainsi que la prise du reniflard.
Dans certains cas on utilise un carter sec qui récupère l'huile du moteur mais ne contient pas de réservoir d'huile.
Carter d’embrayageélément contenant le mécanisme d’embrayage.
Carter de boîte de vitessesenveloppe de l’élément mécanique proposant plusieurs rapports de transmission entre un arbre moteur (par exemple un  vilebrequin) et un arbre de sortie activant la transmission secondaire.
Carter de pontcarter situé sur l'arbre arrière d'une propulsion. Il contient le différentiel et éventuellement les arbres de roue.